# Altopiano dell'Anabar
L'Altopiano dell'Anabar (in russo Анаба́рское плато́, Anabarskoe plato) è una zona rilevata che si estende nella Russia siberiana settentrionale, nel territorio del kraj di Krasnojarsk e della repubblica autonoma della Jacuzia; costituisce l'estrema sezione nordorientale della vastissima area di alteterre, estesa per alcuni milioni di chilometri quadrati, nota come altopiano della Siberia centrale. Culmina a 905 metri di quota.
Dal punto di vista geologico, l'altopiano è costituito in prevalenza da rocce di età archeozoica (compresa fra 1,5 e 2,5 miliardi di anni), sia cristalline (graniti) che metamorfiche (gneiss).
L'altopiano è un nodo idrografico di una certa rilevanza; nascono da esso, oltre al grande fiume che gli dà il nome (l'Anabar, appunto), anche altri importanti corsi d'acqua, sia tributari di quest'ultimo (come l'Arga Sala, la Malaja Kuonamka, l'Ukukit, il Birekte) che tributari della Chatanga (il Kotujkan, il Popigaj e il suo affluente Rassocha).
L'intero altopiano è situato a nord del circolo polare artico), in una zona caratterizzata da uno dei climi più rigidi della Terra; le temperature medie invernali scendono fino a -40 °C, mentre le medie estive, nelle zone più basse, sono intorno ai 12 °C. La vegetazione prevalente è costituita, di conseguenza, dalla tundra artica, sostituita nelle zone meglio esposte dalla taiga, che è però piuttosto stentata e si rinnova con difficoltà.
Come conseguenza delle caratteristiche climatiche, l'intera zona è pressoché spopolata.